# Manaquí lanceolat
El manaquí lanceolat (Chiroxiphia lanceolata) és un ocell de la família dels píprids (Pipridae).

## Hàbitat i distribució
Viu als clars del bosc, sotabosc, vegetació secundària i bosc de les terres baixes al sud-oest de Costa Rica, Panamà, nord de Colòmbia i nord de Veneçuela.